# Arturo Sosa
Pour les articles homonymes, voir Sosa.
Arturo Sosa (de son nom complet Arturo Marcelino Sosa Abascal), né le 12 novembre 1948 à Caracas, est un prêtre jésuite vénézuélien. Depuis le 14 octobre 2016, il est le supérieur général de la Compagnie de Jésus, succédant au père Adolfo Nicolás, démissionnaire.

## Biographie
Fils d’un ministre social-chrétien des finances, il entre dans la Compagnie de Jésus en 1966, puis est ordonné prêtre en 1977. Arturo Sosa est diplômé en philosophie, en théologie et possède un doctorat en sciences politiques. 
De 1996 à 2004, il exerce la fonction de supérieur provincial des jésuites du Venezuela. À cette date, il devient recteur de l'Université catholique de l'État de Tachira, dans l'ouest du Venezuela, et conseiller général de la Compagnie. Spécialiste de la spiritualité ignacienne et de l'apostolat intellectuel, il est également engagé auprès des plus vulnérables, des migrants et des réfugiés. 
En 2008, à l'occasion de la 35e congrégation générale de l'ordre, il est nommé conseiller général puis, en 2014, délégué pour les maisons et les œuvres interprovinciales à la Curie généralice des jésuites par le père Nicolás. 
Le 14 octobre 2016, à Rome, durant la 36e congrégation générale de l'ordre, il est élu supérieur général de la Compagnie de Jésus qui choisit ainsi pour la première fois un non-Européen à sa tête. Succédant au père Adolfo Nicolás, il devient le 31e préposé général de la Compagnie fondée par Ignace de Loyola.
Spécialiste reconnu des questions sociales et politiques, il place son généralat dans la continuité de la Compagnie, au service de la foi, de la promotion de la justice et de la formation intellectuelle, ainsi qu'à la recherche d'« alternatives pour dépasser la pauvreté, l’inégalité et l’oppression ». 
Il parle espagnol, anglais et italien et comprend un peu le français.

## Prises de positions

### Engagement à gauche
Engagé politiquement à gauche, il critique vivement les dérives de la démocratie représentative vénézuélienne dans les années 1990, jusqu'à défendre les deux coups d’État d’Hugo Chavez, avant de s'éloigner de ce dernier à la suite des atteintes aux droits de l’homme du régime. 
En 1989, il fait partie du millier de signataires ayant souhaité la bienvenue à Fidel Castro au Venezuela.

### Satan
Le 31 mai 2017, dans un entretien accordé au quotidien espagnol El Mundo, Arturo Sosa rompt avec la tradition jésuite et la doctrine de l'Église catholique en affirmant croire que le diable n'est « qu'un symbole » : « de mon point de vue, le mal fait partie du mystère de la liberté. Si l'être humain est libre, il peut choisir entre le bien et le mal. Nous, les chrétiens, nous croyons que nous sommes faits à l'image et à la ressemblance de Dieu, parce que Dieu est libre, mais Dieu choisit toujours de faire le bien parce qu'il est toute bonté. Nous avons créé des figures symboliques, comme le diable, pour exprimer le mal ». Alors que, dans le même temps, le pape François regrette qu'« on [ait] fait croire que le Diable est un mythe, une image, l'idée du mal », le supérieur jésuite crée une grande agitation au sein de l'Église catholique.

## Publications
Il est notamment l’auteur d'une dizaine d'ouvrages sur la politique et l'histoire du Venezuela.
- (es) Arturo Sosa, La filosofía política del gomecismo : Estudio del pensamiento de Laureano Vallenilla Lanz, Barquisimeto, Centro Gumilla, 1974, 130 p. (ISBN 978-84-399-2083-0)
- (es) Arturo Sosa et Eloi Lengrand, Del garibaldismo estudiantil a la izquierda criolla : Los orígenes marxistas del proyecto de A.D. (1928-1935), Caracas, Centauro, 1981, 517 p. (OCLC 30449576)
- (es) Arturo Sosa, Ensayos sobre el pensamiento político positivista venezolano, Caracas, Centauro, 1985, 269 p. (ISBN 978-980-26-3021-9, BNF 35100786)
- (es) Arturo Sosa, Rómulo Betancourt y el Partido del Pueblo, 1937-1941, Caracas, Fundación Rómulo Betancourt, coll. « Tiempo vigente » (no 9), 1995, 617 p. (ISBN 978-980-61-9129-7, présentation en ligne)